# سفارة الأرجنتين في النرويج
سفارة الأرجنتين في النرويج هي أرفع تمثيل دبلوماسي لدولة الأرجنتين لدى النرويج. تقع السفارة في أوسلو وهي تهدف لتعزيز المصالح الأرجنتينية في النرويج.

## وصلات خارجية
- قائمة سفارات الأرجنتين
- قائمة السفارات في النرويج